# ГАЗ-3937
ГАЗ-3937 «Водник» — российский автомобиль для транспортировки людей и грузов в труднопроходимых районах. Обеспечивает защиту экипажа от стрелкового оружия. Разработан в ОКБ ОАО «ГАЗ». Изготавливался на Арзамасском машиностроительном заводе.
Производится и для Министерства обороны России с 2005 года.

## Особенности конструкции
Автомобиль построен по модульной схеме. Сварной корпус включает в себя два съёмных модуля. Передний модуль состоит из силового отделения и отделения управления, разделенных герметичной перегородкой.
Задний многоцелевой модуль благодаря быстросъемному соединению может быть заменён в полевых условиях. Иными словами одно шасси автомобиля может выполнять несколько функций в зависимости от установленного модуля:
- транспортировка людей;
- транспортировка грузов и технологического оборудования в труднодоступные районы;
- транспортировка жилых блоков и других коммунальных модулей;
- выполнение функций технологических машин топливно-энергетического комплекса (топливозаправщиков, ёмкостей и т. д.).

Автомобиль имеет отключаемый привод передних колес, независимую торсионную подвеску, систему централизованного регулирования давления воздуха в шинах, гидроусилитель рулевого управления, мощную систему отопления и кондиционирования.

## История
Разработан по заказу Министерства обороны СССР по теме «Водник». По этой же теме в 1988 году НАМИ был разработан плавающий автомобиль, получивший индекс НАМИ-0281. Но этот автомобиль имел совершенно другую компоновку. Отсек силового агрегата располагался в задней части кузова, а грузопассажирский отсек размещался посередине. Данное решение позволяло сохранять дифферент на плаву практически независимо от перевозимого груза. НАМИ-0281 имел некоторое внешнее сходство с БРДМ, снаряжённая масса — 2800 кг, количество пассажиров — 9. Ни НАМИ-0281, ни ГАЗ-3937 не удовлетворили требования Министерства обороны, заявленные в конкурсе (полная масса до 4000 кг, авиатранспортабельность вертолётом Ми-8).

## Технические характеристики
- Масса автомобиля (полная), кг: 6600—7500
- Масса перевозимого груза, кг: 1500—2500
- Количество пассажиров: 10—11
- Габаритные размеры:
  - длина, мм: 5100
  - ширина, мм: 2600
  - высота, мм: 2300
  - База, мм: 3000
  - Колея, мм: 2200
  - Дорожный просвет, мм: 475
- Двигатель: ГАЗ-5621, лицензионный Steyr-Daimler-Puch семейства ГАЗ-560/Steyr M16
  - Тип: 6-цилиндровый турбодизель
  - Рабочий объём, см³: 3200
  - Масса 310 кг
- Скорость:
  - по шоссе, км/ч: 120
- Запас хода по топливу, км: 700—1000

## Эксплуатанты
- Россия МВД — 54 (4 ГАЗ-39344, 50 ГАЗ-39371-011)[2]
- Уругвай — 48[1][3]